# Pseudoradiarctia
Pseudoradiarctia is een geslacht van vlinders van de familie spinneruilen (Erebidae), uit de onderfamilie Arctiinae.

## Soorten
- P. affinis (Bartel, 1903)
- P. lentifasciata (Hampson, 1916)
- P. pallida Haynes, 2011
- P. parva Haynes, 2011
- P. rhodesiana (Hampson, 1900)
- P. scita (Walker, 1865)
- P. tanzanica Haynes, 2011